# ATB Eerste Generatie
ATB (automatische treinbeïnvloeding), tegenwoordig aangeduid als ATB-EG (ATB Eerste Generatie), is een Nederlands treinbeïnvloedingssysteem. ATB-EG is geïnstalleerd op bijna alle Nederlandse hoofdspoorlijnen, met uitzondering van de HSL en de Betuweroute waar in plaats daarvan het ETCS is geïnstalleerd. Op de meeste nevenlijnen is ATB-NG geïnstalleerd.

## Geschiedenis
In de jaren twintig van de twintigste eeuw ontwikkelde de Amerikaanse Union Switch and Signal corporation het treinbeïnvloedingsysteem pulse code cab signalling voor de Pennsylvania Railroad. De rechten op dit systeem kwamen later in handen van het Franse bedrijf Alstom. Deze firma was in de jaren vijftig betrokken bij de ontwikkeling van treinbeïnvloeding in Nederland. De keuze was gevallen op de techniek van het Amerikaanse systeem pulse code cab signalling. De invoering van treinbeïnvloeding in Nederland werd versneld nadat op 8 januari 1962 een machinist nabij Harmelen een geel sein in dichte mist niet zag, wat leidde tot de treinramp Harmelen.
Zowel voor dit specifieke treinbeïnvloedingssysteem als voor treinbeïnvloedingssystemen in het algemeen werd de term automatische treinbeïnvloeding (ATB) gebruikt. Toen in de jaren negentig van de twintigste eeuw het ATB Nieuwe Generatie (ATB-NG) werd ontwikkeld en veranderde de oorspronkelijke term ATB in ATB Eerste Generatie (ATB-EG).
ATB-EG is een systeem dat maximumsnelheden bewaakt. De laagste maximumsnelheid die ATB-EG bewaakt is 40 km/h. Bij snelheden tot 40 km/h rijdt de machinist zonder ondersteuning van een treinbeïnvloedingssysteem. Om in deze situatie te bewaken dat de machinist voldoende aandacht heeft bij het rijden was het ATB-EG-systeem voorzien van een kwiteerfunctie. De machinist moest periodiek op een knop drukken. Deed hij dat niet, dan was de machinist wellicht afgeleid en werd de trein tot stilstand gebracht. De kwiteerfunctie is tussen 1997 en 2003 verwijderd, omdat machinisten bij het ATB-maximum van 40 km/h zeer frequent op de kwiteerknop moesten drukken en er twijfel ontstond over de effectiviteit van deze functie.
In 1970 was ongeveer 100 kilometer spoorlijn van ATB-EG voorzien. In 1992 waren alle belangrijke spoorlijnen ervan voorzien. In 2001-2002 werd er nog ATB-EG geïnstalleerd op de baanvakken Hoorn – Heerhugowaard, Den Dolder – Baarn, De Haar Aansluiting – Rhenen, Barneveld – Ede-Wageningen, Gouda – Alphen aan den Rijn en Botlek – Maasvlakte.

## Werking van ATB-EG

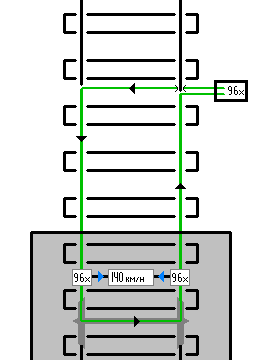
De 96 pulsen per minuut van de 75 Hz-spoorstroomloop worden door de ATB-treinapparatuur herkend als max. 140 km/h

Op de spoorstaven wordt 75 Hz-wisselspanning gezet. Als de voorste as van een trein de spoorstaven kortsluit, gaat een stroom door beide spoorstaven via de as van de trein lopen. Deze stroom wordt gecodeerd doordat ze in een bepaalde (lagere) frequentie wordt in- en uitgeschakeld. Er zijn in totaal 7 verschillende pulsfrequenties, waarvan er nu 5 in gebruik zijn. Bij elke frequentie hoort een ATB-snelheid en een bijbehorende signalering in de cabine:
| Code (pulsen per minuut)               | Maximumsnelheid             | Cabinesein |
| -------------------------------------- | --------------------------- | ---------- |
| geen                                   | 40 km/h                     |            |
| 270 (alleen in treinapparatuur Fase 3) | 40 km/h                     |            |
| 220                                    | 60 km/h                     | 6          |
| 180                                    | 80 km/h                     | 8          |
| 147 (vanaf treinapparatuur Fase 3)     | 80 km/h                     | 8          |
| 120                                    | 130 km/h                    | 13         |
| 96                                     | 140 km/h                    |            |
| 75                                     | ATB buiten dienst schakelen | BD         |

Bij treinen die niet sneller dan 130 km/h kunnen rijden, vervalt 'geel 13', en resulteert code 120 ook in 'groen'. Bij enkele moderne materieelseries wordt de toegestane snelheid weergegeven met een rode wijzer of led in de snelheidsmeter. Bij het 'ETCS niveau NTC-ATB', een variant van het ETCS, wordt echter weer gebruikgemaakt van de oorspronkelijke weergave.
Via de eerste as (gezien in rijrichting) en wielen van de trein wordt de stroomkring van de spoorstroomloop gesloten. Om de spoorstaven ontstaat door deze stroom een magnetisch veld. Twee spoelen op de trein voor de eerste as zetten het magneetveld om in spanning, die naar de ATB-treinapparatuur wordt gevoerd. Deze installatie geeft de door ATB gecontroleerde snelheid weer in de cabine. Bij elke snelheidsverandering klinkt een gongslag (ting).
Rijdt een trein sneller dan de ATB-snelheid dan klinkt er een lange bel (trrriiing) zolang de machinist niet remt. Remt de machinist na drie seconden nog niet, dan voert de ATB een noodremming uit. Na stilstand kan de machinist de ATB ontgrendelen.
Bij seinen die een lagere snelheid aankondigen dan voorheen schakelt de ATB naar de naasthogere snelheid. Heeft de machinist bij dit sein nog geen remming ingezet, dan klinkt de ATB-remopdracht.
Is de trein afgeremd naar een bepaalde marge boven de toegestane snelheid, dan klinkt de bel drie keer kort (tring tring tring). De machinist mag nu (wat de ATB betreft) de rem lossen. Zodra de remmen van de gehele trein gelost zijn, is de ATB-snelheid bereikt.
Bij nadering van een Stoptonend sein (STS) passeert een trein eerst een geel sein. De ATB dwingt hier een remming naar 40 km/h af. Bij het ontwerpen van ATB heeft men aangenomen dat een machinist vanaf deze snelheid altijd kan stoppen voor een stoptonend sein, mede daar hij al geremd heeft naar aanleiding van een geel sein, dat een rood sein aankondigt. ATB grijpt dan ook niet in bij passage van een stoptonend sein.
Bij geloste remmen in een 40 km/h-gebied moest de machinist elke 20 seconden zijn waakzaamheid kenbaar maken aan de ATB, het kwiteren van een zoemer. Eind jaren negentig is dit bij vrijwel al het materieel verdwenen.

### Buiten dienst
Bij code 75 gaat er een blauwe lamp branden met de tekst 'BD' (buiten dienst) en is in de cabine een vijftal gongslagen te horen. De ATB-apparatuur is nu "stand-by" geschakeld om een baanvak zonder ATB te kunnen berijden. Met de ATB-apparatuur buiten dienst kan de machinist zonder ATB-code sneller dan 40 km/h rijden. Ontvangt de treinapparatuur toch een code, dan voert hij een snelremming uit, tenzij de machinist op tijd de inschakelknop bedient. Bij apparatuur van na de vierde generatie komt in deze situatie de ATB in dienst en geeft deze een remopdracht, afhankelijk van de snelheid.

### Code120
In de eerste systeemontwerpen van ATB-EG was code 120 bedoeld voor het bewaken van de toen geldende hoogste treinsnelheid, te weten 125 km/h. Tijdens de technische proefnemingen eind jaren 60 viel echter het besluit om de maximumsnelheid te verhogen naar 140 km/h. Besloten werd om code 120 voor 130 km/h te gaan gebruiken, en voor de nieuwe baanvaksnelheid een nieuwe code aan het systeemontwerp toe te voegen.

### Code96
Code 96 is een later toegevoegde code die niet in het oorspronkelijke Amerikaanse systeem voorkwam, en bedoeld is om een maximumsnelheid van 140 km/h aan te geven.
Door de officiële definitie van de bijbehorende cabinesignalering 'groen', wat staat voor 'maximale voertuigsnelheid', is er regelmatig discussie over de vraag of code 96 ook gebruikt mag worden voor een snelheid hoger dan 140 km/h. Deze discussie werd voor het eerst actueel met de komst van het Intercitymaterieel, dat 160 km/h kan rijden, en de introductie van de baanvaksnelheid 160 km/h op het proeftraject Helmond Brouwhuis-Deurne. Vanwege veiligheidsoverwegingen geldt code 96 echter nog steeds als 140 km/h. De enige uitzondering hierop is de Thalys-PBA; deze mag op basis van een speciale regeling code 96 interpreteren als 160 km/h.
In het nieuwe treinbeïnvloedingssysteem ATB-NG kan code 96 veilig 'opgeschakeld' worden tot 160 km/h met behulp van de functie ATBM+.

### Code270
In de ATB-treinapparatuur van de derde generatie (Fase-3) is een extra ontvangstcircuit aanwezig voor 270 pulsen per minuut. Deze code was naar verluidt bedoeld om op termijn onderscheid te kunnen maken tussen enerzijds 40 km/h zonder nadere remming (seinbeelden geel-4, groen-knipper en groen dwergsein), en 40 km/h met nadere remming (seinbeelden geel en geel-knipper). Fase-3-treinapparatuur reageert alsof 'geen code' is ontvangen. Alle andere treinapparatuur doet dat overigens ook, maar dat is omdat code 270 simpelweg niet herkend wordt als code. Code 270 is voor zover bekend in de Nederlandse infrastructuur nooit toegepast en is ook niet aanwezig op de ATB-testapparatuur. In de Verenigde Staten wordt code 270 wel toegepast.

### Code147
In de ATB-treinapparatuur vanaf de derde generatie (Fase-3) is een extra ontvangstcircuit aanwezig voor 147 pulsen per minuut. Deze code was oorspronkelijk bedoeld voor een extra snelheidstrap voor 100 of 110 km/h. Tot op heden (2023) wordt code 147 daarvoor nog niet gebruikt; bij ontvangst van code 147 wordt nu nog gereageerd alsof code 180 wordt ontvangen.
Enkele jaren terug is gesproken over de toepassing van deze code voor de invoering van 'stopdwang': het uitvoeren van een geforceerde remming bij een dreigende passage van een rood sein. Hiermee zou op specifieke gevaarpunten de kans op roodlichtpassage verminderd kunnen worden. Dit is echter niet doorgegaan.
Sinds 2006 heeft code 147 ter discussie gestaan voor gebruik ten behoeve van een nieuwe snelheidstrap voor 160 km/h. Het nadeel van deze toepassing is dat de ATB-installatie van alle treinen aangepast moet worden, wat het tot een relatief dure oplossing maakt. Inmiddels is deze optie als gevolg van Europese regelgeving niet meer toegestaan.

## ATB-meettrein
Om te controleren of het ATB-signaal goed werkt, wordt de meettrein mP Jim (mP 3024) of mP Jules (mP 3032) van Eurailscout ingezet. Dit is een omgebouwd motorpostrijtuig. Het meetrijtuig rijdt door heel Nederland, al dan soms met tractie van een diesellocomotief wanneer het nodig is, om niet alleen het ATB-signaal, maar ook het signaal van GSM-R te meten. Voorheen werd ook het signaal van het inmiddels uitgefaseerde systeem Telerail gemeten.

## Verschillen met PZB en Memor
In tegenstelling tot stopsystemen zoals het Duitse PZB en waarschuwingssystemen zoals het Belgische Memor, is ATB-EG een systeem voor snelheidsbegrenzing. ATB-EG bewaakt maximaal toegestane snelheden. ATB kent vijf snelheidsgrenzen, de ingestelde snelheidsgrens sluit steeds (zo goed mogelijk) aan bij het seinbeeld van de seinen langs de spoorbaan.
Een ander verschil is dat PZB en Memor treinbeïnvloedingssystemen met puntsgewijze datatransmissie zijn, en ATB-EG een treinbeïnvloedingssysteem met continue datatransmissie is. Deze laatste systemen zijn failsafe: door het continue signaal van de wal naar de trein zal de trein direct reageren bij wegvallen van de datatransmissie.
Een belangrijk voordeel van continue datatransmissie is dat een maximumsnelheid verhoogd kan worden als er in de verte seinbeeldverbetering optreedt, omdat het ATB-signaal met het seinbeeld mee verbetert. Dit maakt een snellere treinopvolging (en dus hogere punctualiteit) mogelijk dan de puntsgewijze systemen.

## Nadelen ATB-EG
Als ATB EG wordt vergeleken met modernere systemen (bijvoorbeeld ERTMS), dan kent ATB-EG de volgende nadelen:
1. Het systeem kent maar vijf snelheidstrappen (40, 60, 80, 130 en 140 km/h). Het grootste gat valt tussen 80 en 130, dit betekent dat ATB EG 130 km/h toestaat op een spoorgedeelte met een maximumsnelheid van 90 km/h.
2. De huidige invulling van ATB-EG laat in principe geen snelheden boven de 140 km/h toe, waardoor de maximum toegestane snelheid van 160 km/h op Hoofddorp – Den Haag Mariahoeve en Helmond Brouwhuis-Deurne niet zonder meer benut kan worden.
3. De spoorstaven worden ook al gebruikt voor de retourstroom van elektrische treinen. Materieel met elektrische tractie-installaties (gelijkstroommotoren, choppers, asynchrone draaistroommotoren) kunnen het ATB-signaal storen en hebben ter voorkoming daarvan speciale filters of stoorstroomdetectie nodig. ATB-EG en spoorlijnen die geëlektrificeerd zijn met wisselspanning gaan om dezelfde reden ook niet goed samen en de wervelstroomrem is in Nederland niet toegestaan omdat die ook het ATB-signaal kan verstoren.
4. Het ATB-signaal werkt alleen bij een goed rail-wielcontact om de codestroom van een voldoende niveau mogelijk te maken. Bij treinen met slecht kortsluitgedrag en of vervuilde rails (onder andere door roest) kan de codestroom onderbroken worden en het ATB-signaal wegvallen of juist zelfs naar de volgende trein overgedragen worden waardoor daarin een beter aspect dan "geel" in die cabine getoond kan worden. Dit potentiële gevaar heeft in de jaren 80 tot een operationele regeling voor de machinisten geleid die eigenlijk het directe voordeel van de continue informatie stroom opheft. (een beter beeld dan "geel" in de cabine mag slechts met vele restricties opgevolgd worden)
5. ATB-EG bewaakt alleen maximumsnelheden. De laagste maximumsnelheid die bewaakt kan worden is 40 km/h. ATB-EG staat dus toe met 40 km/h een stoptonend sein te passeren. Diverse spoorwegongevallen en bijna-ongelukken hebben het gevaar van deze situatie aangetoond.[2]
6. De door de ATB-EG afgedwongen remkracht is soms te laag, waardoor de trein nog een te hoge snelheid kan hebben bij het volgende sein.

Mede vanwege deze nadelen is in de jaren negentig ATB-NG ontwikkeld die deze nadelen niet kent.

## Actuele ontwikkelingen ATB Eerste Generatie
Op 22 mei 2004 gaf mr. Pieter van Vollenhoven, voorzitter van de Raad voor de Transportveiligheid (nu de Onderzoeksraad Voor Veiligheid), naar aanleiding van een treinongeluk bij station Amsterdam Centraal aan dat hij de bovengenoemde nadelen 5 en 6 onveilig vindt. Van Vollenhoven wees erop dat de Spoorwegongevallenraad 12 jaar eerder, na een treinongeluk bij Eindhoven, had geadviseerd het systeem te vernieuwen. Hij sprak er zijn ongenoegen over uit dat hiertoe nog altijd geen besluit was genomen, en kondigde aan dat de Raad ongelukken in de toekomst niet zal onderzoeken, als duidelijk is dat deze het gevolg zijn van de reeds bekende tekortkomingen.
Op 25 mei 2004 maakte minister Karla Peijs van Verkeer en Waterstaat bekend dat zij 40 miljoen euro op haar begroting vrijmaakt om het bestaande veiligheidssysteem voor treinen aan te passen, te beginnen op de drukste trajecten. Deze aanpassing zou het onmogelijk maken dat treinen die minder dan 40 km/h rijden, een stoptonend sein passeren. Wat die aanpassing behelsde, werd niet duidelijk. De door een Kamermeerderheid verlangde versnelde invoering van het Europese veiligheidssysteem ETCS wees ze als te duur van de hand. De minister noemde de kritiek die Van Vollenhoven uitte, onverstandig: "De raad is er juist voor die onderzoeken. Dan zoeken we iemand anders".
Door het toevoegen van ATB Verbeterde versie (ATB-Vv) bij 1000 seinen zou een voldoende veilige situatie bereikt worden;
de reductie van STS-passages zoals beoogd wordt echter niet gerealiseerd. Het aantal van ATB-Vv te voorziene seinen wordt naar circa 1600 in 2012 gebracht.
In april 2012 toont het treinongeval bij Amsterdam Westerpark, vrijwel direct gevolgd door een bijna-ramp te Utrecht, aan dat de kritiek van Van Vollenhoven grond heeft. Kort daarvoor heeft ook TU Delft op verzoek van de kamercommissie die het functioneren van ProRail beoordeelde een advies voor versnelde implementatie van ERTMS gegeven.
Op 8 juni 2012 besloot de ministerraad dat ATB-EG vervangen gaat worden door ETCS. In 2022 heeft ProRail het contract voor de uitrol van ERTMS gegund aan Thales. Verwacht wordt dat de ombouw minstens 10 jaar gaat duren. In de tussentijd wordt het aantal ATB-Vv-systemen uitgebreid.